# Pargny-Filain
Pargny-Filain je francouzská obec v departementu Aisne v regionu Hauts-de-France. V roce 2011 zde žilo 239 obyvatel.

## Sousední obce
Aizy-Jouy, Chavignon, Filain, Monampteuil, Urcel

## Vývoj počtu obyvatel
Počet obyvatel 